# Humpy Koneru
Dans ce nom télougou, Koneru est le nom du père et Humpy est le nom personnel.
Humpy Koneru (ou K. Humpy), née le 31 mars 1987 à Gudivada (Andhra Pradesh) en Inde, est une joueuse d'échecs indienne. Elle est grand maître international mixte depuis 2002 (à quinze ans) et a disputé le match pour le titre de championne du monde féminine en 2013 contre Hou Yifan.
Au 1er novembre 2018, son classement Elo est de 2 548 points, la plaçant à la 5e place mondiale féminine.

## Carrière  aux échecs

### Grand maître international à quinze ans
Jeune prodige des échecs, Humpy Koneru obtient le titre (mixte) de Grand maître international (GMI) en 2002, à l'âge de 15 ans et 1 mois, devançant le record de Judit Polgár. Ce record a été battu par Hou Yifan en 2008.

### Classements mondiaux et classements Elo
- En octobre 2007, Humpy devient la deuxième femme, après Judit Polgár, à dépasser la barre des 2 600 points Elo, avec un classement de 2 606 points[2].
- En juillet 2009, elle atteint son plus haut classement Elo avec 2 623 points[3].
- Elle a été classée première junior féminine (joueuses de moins de 20 ans au 1er janvier) pendant plus de cinq ans : d'octobre 2001 à septembre 2003, de janvier à juin 2004 et de janvier 2005 à décembre 2007[4].
- Humpy a été la deuxième meilleure joueuse mondiale à de nombreuses reprises, notamment de 2006 à 2011 et ensuite de septembre 2015 à juin 2016 et en 2020 (devancée par Judit Polgár puis par Hou Yifan).

### Compétitions de jeunes
Humpy Koneru est championne du monde de la jeunesse féminine dans les catégories moins de dix ans (en 1997), moins de douze ans (en 1998) et moins de 14 ans (en 2000).
Elle est championne d'Asie des moins de 12 ans en 1999 dans le tournoi mixte (garçons et filles).
En 2001, elle remporte le championnat du monde junior féminin (moins de 20 ans) à l'âge de 14 ans.
Elle finit dixième du championnat du monde junior mixte en 2004.

### Grands Prix FIDÉ
Elle remporte les tournois des Grands Prix FIDE féminins de :
- Istanbul 2009 ;
- Doha 2011, ex æquo avec Elina Danielian ;
- Kazan 2012, ex æquo avec Anna Mouzytchouk ;
- Ankara 2012 ;
- Dilidjan 2013 ;
- Tachkent 2013 ;
- Chengdu 2016, ex æquo avec Dronavalli Harika ;
- Skolkovo 2019 ;
- Monaco en 2019, ex æquo avec Aleksandra Goriatchkina et Alexandra Kosteniouk.

### Résultats aux championnats du monde féminins
| Année | Lieu                                       | Résultat                                   | Ultime adversaire                          | Adversaires battues                                             |
| ----- | ------------------------------------------ | ------------------------------------------ | ------------------------------------------ | --------------------------------------------------------------- |
| 2004  | Elista, Russie                             | Demi-finaliste                             | Ekaterina Kovalevskaïa                     | Cecile van der Merwe, Peng Zhaoqin Tatiana Kosintseva, Xu Yuhua |
| 2006  | Iekaterinbourg, Russie                     | deuxième tour                              | Marie Sebag                                | Tuduetso Sabure                                                 |
| 2008  | Naltchik, Russie                           | Demi-finaliste                             | Hou Yifan                                  | Yorsa Alaa El Din, Hoang Thanh Trang Shen Yang                  |
| 2010  | Antakya, Turquie                           | Demi-finaliste                             | Hou Yifan                                  | Melissa Greeff, Jovanka Houska, Anna Zatonskih, Ju Wenjun       |
| 2011  | Tirana                                     | Challenger                                 | Hou Yifan                                  | Match perdu 2,5 à 5,5                                           |
| 2012  | Khanty-Mansiïsk, Russie                    | deuxième tour                              | Natalia Joukova                            | Denise Frick                                                    |
| 2015  | Sotchi                                     | quart de finale (quatrième tour)           | Mariya Mouzytchouk                         | Ayah Moaataz, Lei Tingjie, Alissa Galliamova                    |
| 2017  | Absente du championnat du monde de Téhéran | Absente du championnat du monde de Téhéran | Absente du championnat du monde de Téhéran | Absente du championnat du monde de Téhéran                      |
| 2018  | Khanty-Mansiïsk                            | deuxième tour                              | Jolanta Zawadzka                           | Hayat Toubal                                                    |
| 2019  | Absente du tournoi des candidates de 2019  | Absente du tournoi des candidates de 2019  | Absente du tournoi des candidates de 2019  | Absente du tournoi des candidates de 2019                       |
| 2022  | Monaco (tournoi des candidates)            | quart de finale                            | Lei Tingjie                                |                                                                 |

### Championnats du monde féminins de blitz et de parties rapides
Humpy Koneru est médaillée de bronze au championnat du monde d'échecs de parties rapides féminin de 2012.
Humpy Koneru est championne du monde de parties rapides en 2019 après un mini-match départage avec la Chinoise Lei Tingjie.
En 2022, elle remporte la médaille d'argent au championnat du monde de blitz.
En 2024, elle remporte le Championnat du monde d'échecs rapides 2024.

### Compétitions par équipe
Humpy Koneru a représenté l'Inde lors des olympiades d'échecs féminines de 2004, 2006 et 2022, ainsi que du championnat du monde d'échecs par équipe féminine de 2011 (l'Inde finit quatrième) et 2015 (l'Inde finit cinquième).
Lors du  championnat du monde d'échecs par équipe féminine de 2011, elle remporta la médaille d'or individuelle au premier échiquier avec 6 points marqués en 8 parties.
Lors de l'olympiade féminine de 2022, elle marqua 6 points sur 10 au premier échiquier et remporta la médaille de bronze par équipe avec l'équipe première d'Inde.